# Домпјер (Оаза)
Домпјер (фр. Dompierre) насеље је и општина у североисточној Француској у региону Пикардија, у департману Оаза која припада префектури Клермон.
По подацима из 2011. године у општини је живело 242 становника, а густина насељености је износила 88,64 становника/km². Општина се простире на површини од 2,73 km². Налази се на средњој надморској висини од 101 метар (максималној 119 m, а минималној 77 m).

## Демографија
| 1962. | 1968. | 1975. | 1982. | 1990. | 1999. | 2011. |
| ----- | ----- | ----- | ----- | ----- | ----- | ----- |
| 211   | 207   | 197   | 187   | 200   | 231   | 242   |

График промене броја становника у току последњих година